# Коротконіжка алайська
Коротконіжка алайська (Ablepharus alaicus) — вид ящірок родини сцинкових (Scincidae). Один із 19 видів роду коротконіжок (Ablepharus). Поширений у Центральній Азії. Типовий гірський мешканець. Описано 3 підвиди.

## Етимологія
Українська назва роду пов'язана з відносно короткими і слаборозвиненими кінцівками ящірок.
Видова назва походить від назви основного району поширення виду — Паміро-Алайської гірської системи. 
Назва на інших мовах: Alai Snake-eyed Skink (англ.; дослівно «алайський зміїноокий сцинк»); Alai-Nattern auge (нім.; дослівно «алайське зміїне око»); алайский гологлаз (рос.).

## Опис
Довжина тулуба з головою (L.) до 64 мм, хвіст 1,2 рази довший, потовщений біля основи. Міжщелепний щиток коротким швом торкається лобно-носового. Передлобні щитки розділені переднім краєм лобового щитка. Загривкових щитків 2—3 пари. Вушний отвір значно більші ніздрів, на його передньому краю розташовуються 2—3 дрібні лусочки. Спинна луска помітно більше за луску з боків. Навколо середини тулуба 24—30 лусочек. 
Забарвлення зверху буруватих тонів з оливковим, бронзовим або зеленуватим відтінком. Окрема луска на спині має світлі короткі рисочки, які розташовані 4 поздовжніми рядами й іноді мають  поперечну спрямованість. Кожна з них має з боків невеликі темні плями. Від ніздрів через око і далі з боків тулуба проходять широкі бурі смуги, поцятковані світлими цятками, іноді і по нижньому краю тягнуться світлі поздовжні лінії. Уздовж хвоста є 3 бурих смужки, по краях яких часто розташовуються світлі та темні рисочки. Статевозрілі самці з липня по вересень мають черево помаранчевого або цегляно-червоного кольору, самки — сірого або рожево-помаранчевого. Молоді зазвичай одноколірні, без малюнка.

## Поширення
Населяє гірські системи та передгірські рівнини Тянь-Шаню та Паміро-Алаю в межах Таджикистану, Киргизстану, Північно-Східного Узбекистану та Південного Казахстану. а також Північного Китаю.

## Особливості біології
Населяє схили гір, порослих рослинами, гірські степи, субальпійські й альпійські луки, галявини в ялинових лісах, узбережжя озер та річкові долини, ділянки з напівпустельною рослинністю у передгір'ях. У горах зустрічається до висоти 4000 м над рівнем моря, часто дотримується виходів скель і кам'янистих розсипів. Притулками для кортконіжок служать пустоти під камінням, ущелини в корінних породах та пластах орної землі, а також дупла дерев і нори гризунів. Легко підіймається на стовбури дерев і чагарників. Може перепливати арики й невеликі струмки. 
Після зимівлі, залежно від висоти проживання у горах з'являється наприкінці березня, у середині — наприкінці квітня.
Статева зрілість настає на 2 році життя при довжині тулуба з головою не менше 4 см у самок і 4,3 см у самців. парування відбувається з травня до початку липня, і до народження молодих проходить близько 2 місяців. У кожному яйцеводі в залежності від розмірів самиці розвиваються 1—3 ембріона. Новонароджені ящірки мають довжину до 4 см, з яких половину займає хвіст, вони народжуються в другій половині липня — середині серпня.
Живляться переважно комахами та їх личинками, а також іншими дрібними безхребетними.

## Систематика
Один із 19 видів роду коротконіжок (Ablepharus). Раніше вид відносили до роду Asymblepharus, який за сучасними філогенетичними даними вважається молодшим синонімом роду Ablepharus.
Станом на 2025 рік описано 3 підвиди:
- Ablepharus alaicus alaicus;
- Ablepharus alaicus kucenkoi;
- Ablepharus alaicus yakovlevae.